# Lac Tisza
Le lac Tisza (hongrois : Tisza-tó, prononcé [ˈtisɒ ˈtoː]) est le plus grand lac artificiel d'eau douce de Hongrie. Il se situe au sud-est du comitat d'Heves, dans la plaine de l'Alföld.  
Il est le résultat de la construction d'un barrage en 1973, qui permit la régulation des crues de la rivière Tisza. Sa profondeur moyenne est de 1,3 m. Il contient 43 km² de petites îles.  
Son remplissage s'est achevé dans les années 90, il bénéficie de nombreuses infrastructures touristiques et représente une destination prisée en Hongrie, et plus abordable que le lac Balaton. 
Son écosystème possède de nombreuses espèces d'oiseaux, de plantes et d'animaux.